# Drogosze
Drogosze (allemand : Dönhoffstädt, 1911 bis 1945 Dönhofstädt) est un village de la municipalité de Barciany (Barten) dans la voïvodie de Varmie-Mazurie en Pologne.

## Localisation géographique
Le village est situé dans la région historique de la Prusse-Orientale, à environ 17 kilomètres au nord-ouest de la ville du powiat de Kętrzyn (allemand : Rastenburg) et à 73 kilomètres au sud-est de Kaliningrad (anciennement Königsberg).

## Histoire

### Histoire locale
La première mention documentée du village de Groß Wolfsdorf (de), reliée à Dönhofstädt, remonte à 1361. Konrad von Wolffersdorf (de) reçoit les terres de l'Ordre Teutonique et fonde une colonie. De 1598 à 1606, la famille von Rautter (de), qui vit ici depuis 1477, y fait construire un château. Plus tard, l'un des Dönhoff se marie avec la famille Rautter et reçoit le village en dot. Le district de domaine reçoit alors le nom de Dönhoffstädt, dont l'orthographe est changée en « Dönhofstädt » le 4 juillet 1911. Le village conserve cependant le nom de « Groß Wolfsdorf ».

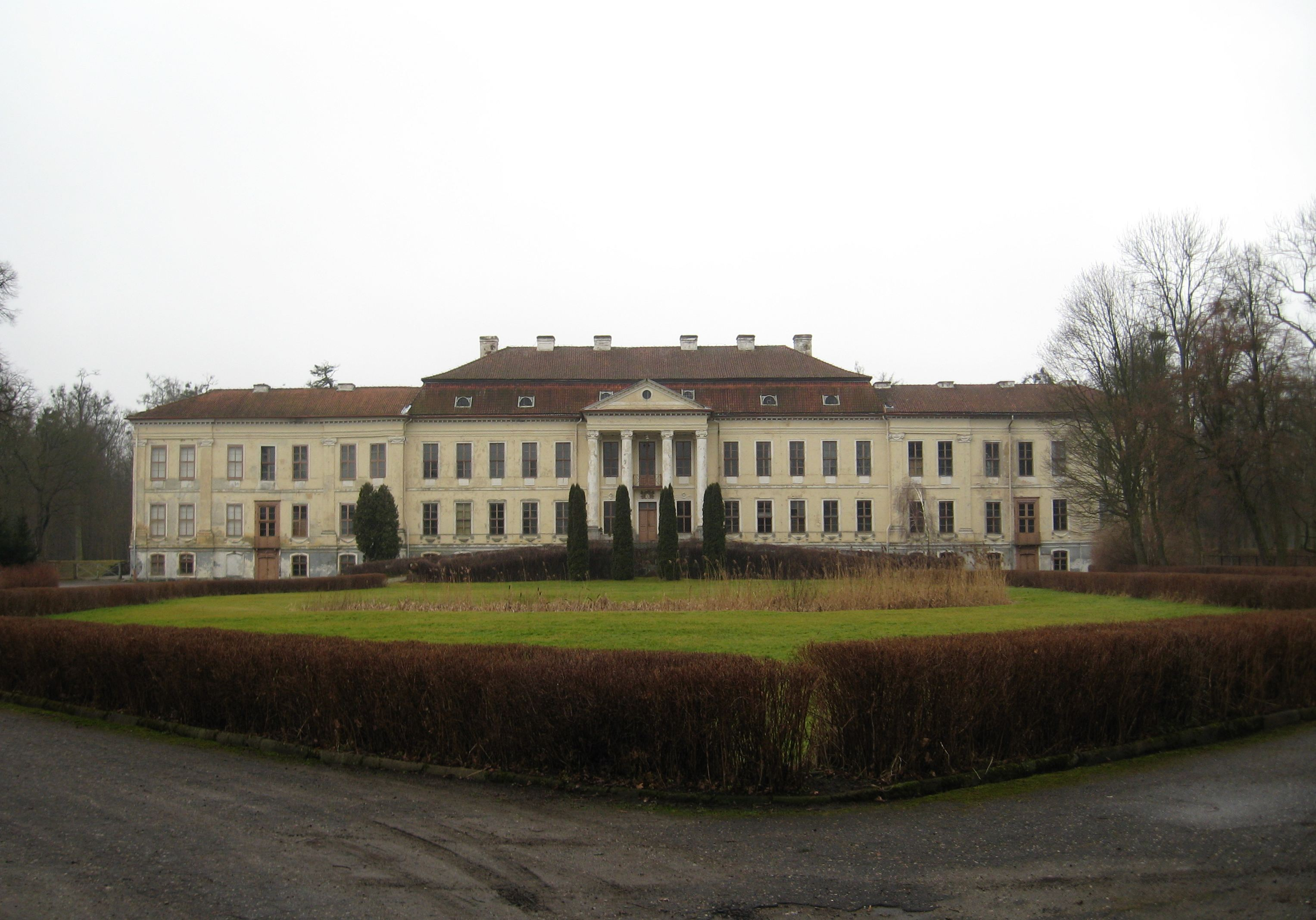
Château de Dönhoffstädt

Le domaine de Dönhoffstädt compte à une époque 25 villages. Après que le château a été détruit par la foudre en 1690, Bogislaw Friedrich von Dönhoff (de) fait construire un nouveau château entre 1710 et 1716. La taille et la qualité du bâtiment correspondent aux souhaits du roi Frédéric Ier. Le royaume de Prusse, nouvellement fondé en 1701, est censé être doté de magnifiques châteaux baroques pour des raisons de représentation culturelle, ainsi les châteaux de Friedrichstein (également comte Dönhoff), Finckenstein (comte Finck von Finckenstein), Schlobitten et Schlodien (comte Dohna) et Capustigall (de) (comte de Waldburg) sont construits presque simultanément en concurrence, dont seul Dönhoffstädt existe encore aujourd'hui.
Le 30 avril 1874, Dönhofstädt devient un village administratif et donne ainsi son nom à un district de bureau qui existe jusqu'en 1945 et appartenait à l'arrondissement de Rastenburg (de) dans le district de Königsberg dans la province prussienne de Prusse-Orientale.
Le 30 septembre 1928, la commune rurale de Groß Wolfsdorf et le district de domaine de Dönhofstädt ainsi que des parties des districts de domaine de Karschau (de) (polonais : Karszewo) et Glittehnen (de) (polonais : Glitajny) fusionnent pour former la nouvelle commune de Dönhofstädt.
Après la Seconde Guerre mondiale, Groß Wolfsdorf est placée sous l'administration de la République populaire de Pologne par la puissance occupante soviétique à l'été 1945, avec la moitié sud de la Prusse-Orientale, conformément à l'accord de Potsdam (de). En 1946, le nom de lieu polonais « Wilkowo Wielkie » est brièvement introduit pour Groß Wolfsdorf et Dönhofstädt reçoit la forme polonaise du nom « Drogosze ». Les résidents allemands restants sont ensuite expulsés par les Polonais. À partir de 1954, le château de la famille Dönhoff est utilisé pour la formation agricole, notamment pour la formation des conducteurs de tracteurs.
Toujours en 1954, Drogosze devient le siège d'une Gromada. En 1960, elle couvre 49,35 km² et comptait 1665 habitants. La Gromada est dissoute le 1er juillet 1968.
À partir de 1974, le château est utilisé comme colonie de vacances. En 1973, le village fait partie de la gmina de Barciany (Barten). Quatre villages font partie du Sołectwo de Drogosze. Grâce à une réforme administrative, le village est rattaché à la nouvelle voïvodie d'Olsztyn en 1975. Après sa dissolution, il fait partie de la voïvodie de Varmie-Mazurie à partir de 1999.

### Chiffres démographiques
En 1817, il y a 34 maisons à Groß Wolfsdorf. Ci-dessous la représentation graphique de l'évolution de la population :

### District de bureau de Dönhofstädt (1874-1945)
Lors de sa création, le district de bureau de Dönhofstädt comprend huit communes. Au final, il y en a encore trois en raison de changements structurels :
| Nom allemand                                                                         | Nom polonais    | Remarques                                                                        |
| ------------------------------------------------------------------------------------ | --------------- | -------------------------------------------------------------------------------- |
| Dönhofstadt jusqu'en 1911 : Dönhoffstädt                                             | Drogosze        |                                                                                  |
| Groß Winkeldorf (de) jusqu'en 1881/83 : Winkeldorf-Glittehnen et Winkeldorf-Karschau | Wiklewo         | En 1929, il est reclassé au district de bureau de Paaris (de).                   |
| Groß Wolfsdorf (de)                                                                  | Wilkowo Wielkie | Incorporée à la commune de Dönhofstädt en 1928                                   |
| Kamplack (de)                                                                        | Kaplawki        |                                                                                  |
| Karschau (de)                                                                        | Karszewo        | En 1929, il est reclassé dans le district de bureau de Korschen.                 |
| Modgarben (de), village                                                              | Modgarby        | En 1928, il est reclassé dans le commune de Sansgarben (de).                     |
| Modgarben, manoir                                                                    |                 | Incorporé à la commune de Modgarben en 1928                                      |
| à partir de 1929 : Plehn (de)                                                        |                 | incorporé aux districts de bureau de Lamgarben (de) et Paaris (de) jusqu'en 1929 |

Au 1er janvier 1945, seules les communes de Dönhofstädt, Kamplack et Plehne constituent le district de bureau de Dönhofstädt.

## Château baroque de Dönhofstädt

### Château
Le château des comtes Dönhoff est construit pour Bogislaw Friedrich von Dönhoff (de) sur une pente un peu éloignée de l'ancien emplacement après un incendie dans l'ancien château Renaissance de Groß Wolfsdorf et est nommé « Dönhoffstädt ». Le bâtiment est conçu par l'architecte Jean de Bodt (1670-1745) et le constructeur Jean de Collas (1678-1753), tous deux huguenots. Il est construit entre 1710 et 1716 et appartient ensuite aux Dönhoff jusqu'en 1816.
Lorsque l'héritage est partagé après la mort du comte Stanislas Dönhoff en 1816, ses sœurs partagent la vaste propriété familiale, Angélique Dönhoff (1793-1863) recevant le domaine et le château de Dönhoffstädt. Elle est ensuite mariée au comte Georg zu Dohna. En 1863, sa nièce Marianne, comtesse de Stolberg-Wernigerode, née baronne von Romberg (1821–1884) possède la vaste propriété de Dönhofstädt, dont les descendants y vivent jusqu'en 1945. Son fils, le comte Udo de Stolberg-Wernigerode (1840-1910), est président du Reichstag. Le château possède son propre théâtre dans l'aile Ouest, une vaste bibliothèque et une chapelle dans l'aile Est, qui subit une refonte néo-gothique dans les années 1830. Derrière le château, vers le sud, s'étend un vaste parc paysager, dont l'origine remonte au comte Bogislav Dönhoff (1754-1809), qui possède entre autres un enclos de daims (parc animalier). Des vestiges des jardins baroques sont conservés jusqu'en 1945 sous la forme de quelques sculptures ou vases en grès dans les environs du château. D'importantes parties des archives peuvent être évacuées par les Polonais après 1945 et se trouvent aujourd'hui dans les archives d'Olsztyn (allemand : Allenstein).
Lorsque le territoire est placée sous administration polonaise après la Seconde Guerre mondiale, une école d'agriculture est initialement installée dans le bâtiment. Le bâtiment est inutilisé depuis la fin de la République populaire de Pologne. Les projets de construction d'un hôtel ne sont pas encore mis en œuvre

### Chapelle du château
Le patron de l'église, le comte Bogislaw Friedrich von Dönhoff (de), érige une chapelle dans la partie orientale du château en 1725. Elle est construite de manière rectangulaire en pierres des champs (de) et n'a pas de tour : les cloches sont accrochées à la charpente du toit. L'intérieur et l'ameublement sont restés très simples, en harmonie avec le goût du bâtisseur et avec la tradition réformée. Le plafond était est et en partie décoré de stuc.

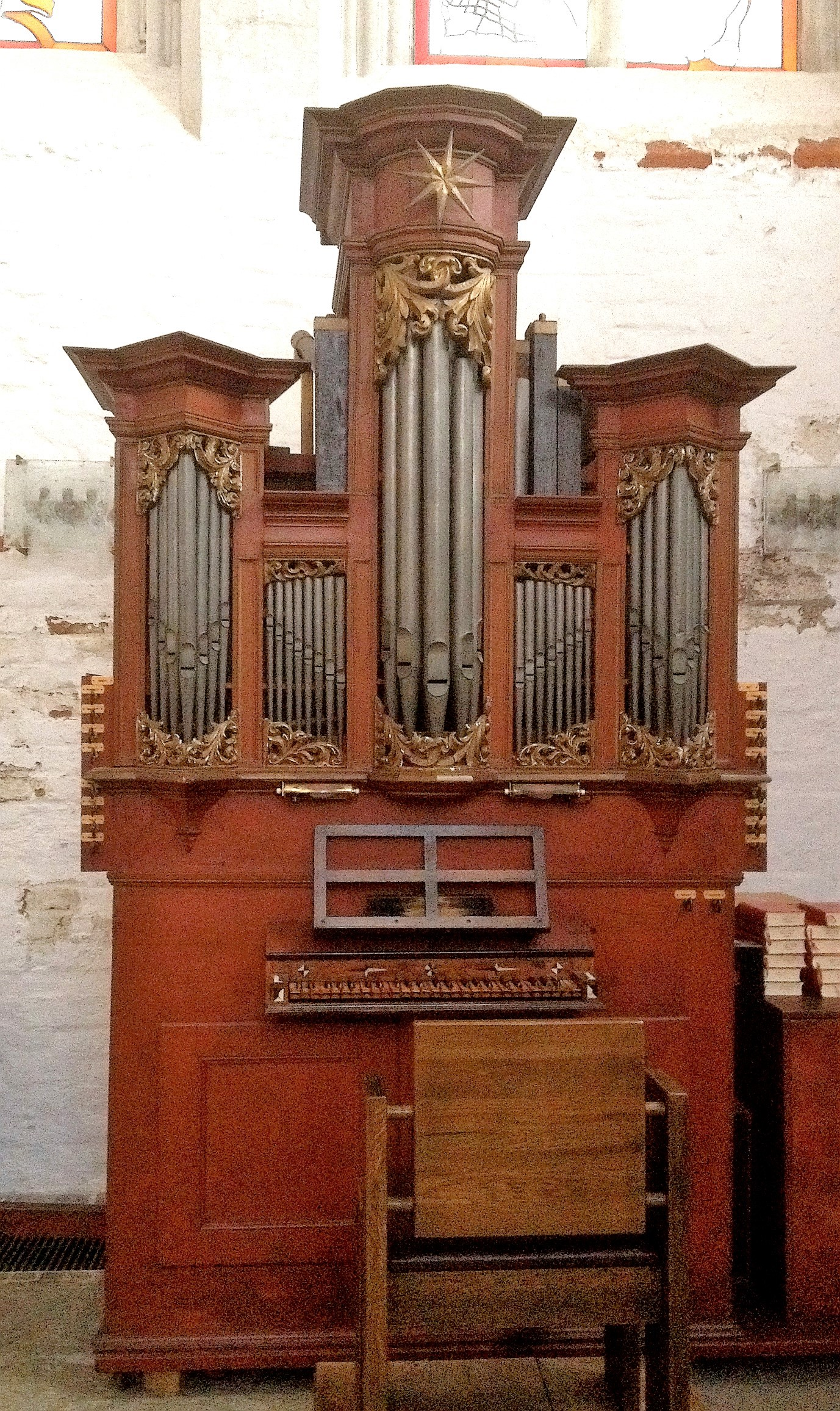
L'orgue de la chapelle des lettres de Lübeck est l'orgue de la chapelle du château de Dönhofstädt de 1730 à 1933.

Le facteur d'orgues de Königsberg Johann Schwartz fabrique un petit orgue de maison en 1734/24, qui est installé en 1730. Il s'agit d'un clavier à un seul clavier avec huit voix en divisions graves et aiguës et sans pédale. En 1933, le facteur d'orgue de Lübeck Karl Kemper (de) apporte l'instrument de Dönhofstädt à la ville hanséatique - probablement en échange d'un nouvel orgue. Initialement, il a sa place dans l'église Sainte-Catherine (de), mais en 1948, il est transféré dans l'église Sainte-Marie, où il fonctionne comme un « orgue de chapelle des lettres » et, en tant qu'orgue baroque bien conservé, sonne toujours aujourd'hui pour accompagner les services religieux - surtout entre janvier et mars dans la chapelle des lettres comme église d'hiver.
En 1818, la paroisse réformée de Dönhofstädt rejoint l'ancienne Union prussienne dans l'association des Églises luthériennes et réformées, mais met plus de temps à développer sa propre vie. Dans les années 1830, les travaux de réaménagement de la chapelle commencent, qui incorporent également des éléments luthériens. Le 5 août 1860, l'autel fabriqué à Rome en marbre de Carrare est apporté, ainsi qu'un bas-relief en marbre de la Mise au Tombeau du Christ d'August Wittig (1823-1893), qui conçoit également les reliefs de base du baptême et de la résurrection. du Christ en marbre blanc. Le relief en marbre de l'autel se trouve maintenant dans l'église Saint-Jean-l'Évangéliste de Bartoszyce (de) (allemand : Bartenstein). Une chaire sculptée est placée au-dessus de l'autel.
Outre la chapelle du château, la chapelle commémorative des anciens propriétaires terriens de 1884 est encore conservée aujourd'hui, avec notamment des sarcophages en marbre du sculpteur berlinois Eduard Lürssen (de) (1840–1891) pour les membres de la famille von Dönhof.
Après 1945, la chapelle du château, comme le château, est affectée à d'autres usages profanes.

## Églises

### Protestante

#### Histoire de l'Église
En 1725, une paroisse protestante est fondée à Dönhofstädt, qui utilise la chapelle du château comme lieu de culte et s'engage dans la tradition réformée. Le patronage est accordé aux propriétaires terriens, jusqu'au XIXe siècle à la famille von Dönhoff. La communauté de Dönhofstäd est pendant de nombreuses années un centre des réformés dans la région de Barten, Bartenstein, Gerdauen et Neidenburg,
En 1818, la paroisse de Dönhofstädt rejoint l'ancienne Union prussienne et fait partie du district de l'Église réformée de Königsberg en Prusse. En 1875, elle est fusionnée avec l'église voisine de Groß Wolfsdorf (de) (le lieu est absorbé par Drogosze après 1945), de sorte que les deux communautés sont prises en charge par un seul bureau paroissial. Les deux communautés sont alors subordonnées à l'arrondissement ecclésiastique de Rastenburg dans la province ecclésiastique de Prusse-Orientale de l'Église de l'ancienne Union prussienne. En 1925, la paroisse de Groß Wolfsdorf-Dönhofstädt compte 1 530 paroissiens, dont 1 375 vivent dans la paroisse de Groß Wolfsdorf et 155 dans la paroisse de Dönhofstädt
La fuite et l'expulsion de la population locale mettent fin à la vie ecclésiale dans le lieu alors appelé Drogosze. Les membres de l'église évangélique qui vivent ici aujourd'hui appartiennent à la paroisse de Kętrzyn (de) (Rastenburg) avec l'église filiale (de) voisine de Barciany (Barten) au sein du diocèse de Mazurie (de) de l'Église protestante de la confession d'Augsbourg en Pologne .

#### Paroisse de Dönhofstädt
La paroisse de Dönhofstädt, située dans la paroisse de Groß Wolfsdorf-Dönhofstädt, comprenait les lieux d'habitation de Dönhofstadt : château, bureau, briqueterie et gare.

#### Pasteur
Le clergé réformé exerce ses fonctions à Dönhofstädt jusqu'en 1874 :
- Johann Jakob Ulrich, 1720–1737
- Johann Gotthard Graevius, 1738–1776
- Georg Ludwig Krulle, 1777–1808
- Thomas Wilhelm Wiederhold, 1809–1838
- Ludwig Heinrich Hitzigrath, 1838–1845
- Heinrich Dietrich O.F. von Behr, 1845–1856
- Johann Karl Julius Axenfeld, 1856–1861
- Heinrich Ernst P. Holland, 1861–1872
- Konstantin Bernhard Th. Meyer, 1872–1874.

Ensuite, le clergé de la paroisse commune de Groß Wolfsdorf-Dönhofstädt officie à la chapelle du château de Dönhofstädt, où ils célébrent un service une fois par mois. Le siège paroissial est cependant resté Dönhofstädt.

#### Registres paroissiaux
Les registres paroissiaux de la paroisse de Dönhofstädt sont conservés à l'Office central allemand de généalogie (de) à Leipzig :
- Baptêmes, mariages et funérailles de 1721 à 1842.

### Catholique

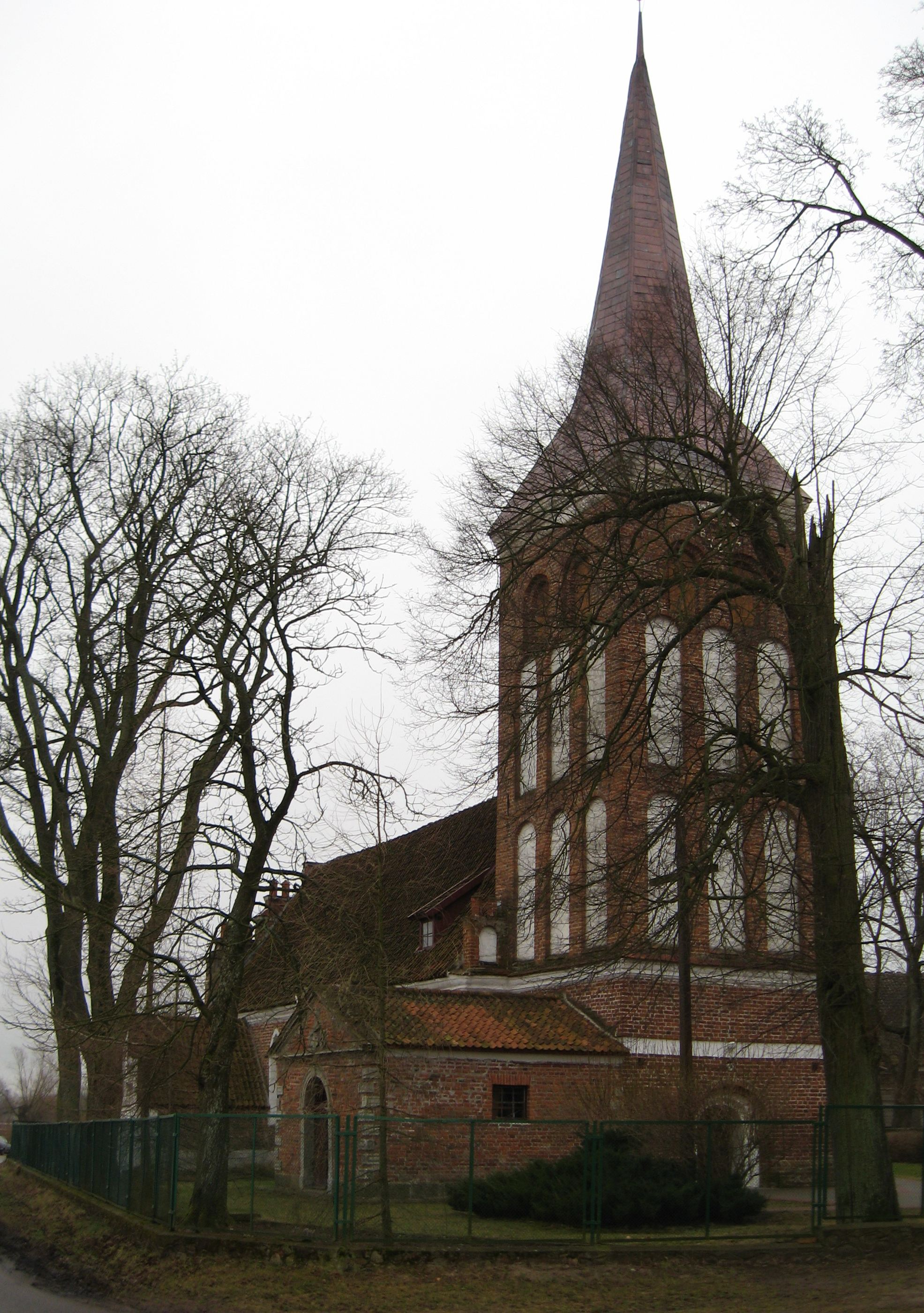
L'église autrefois protestante de Groß Wolfsdorf, aujourd'hui église catholique Notre-Dame de la porte de l'Aurore

Avant 1945, seuls quelques catholiques vivent dans la région de Dönhofstädt. Jusqu'en 1905, ils font partie de la paroisse de Sturmhübel (polonais : Grzęda) puis affecté à la paroisse de Rastenburg (Kętrzyn) et à partir de 1931 à la paroisse de Korschen (Korsze) dans le diocèse de Warmie.
À la suite de la guerre, de nombreux nouveaux citoyens polonais se sont installés à l'endroit aujourd'hui appelé Drogosze, presque tous appartenant à la confession catholique. Ils forment une communauté ici et revendiquent l'église autrefois protestante de Groß Wolfsdorf - maintenant située sur le terrain de Drogosze - comme la leur. Le 1er avril 1962, une paroisse distincte est créée ici, qui appartient au doyenné de Reszel (Rößel) dans l'actuel archidiocèse de Warmie. L'église paroissiale s'appelle : Église Notre-Dame-de-la-Porte-de-l'Aurore (de)

## Transports
Drogosze, avec la ville de Wilkowo Wielkie (de) (Groß Wolfsdorf), est idéalement situé sur la route de voïvodie 590 (de), qui relie Barciany (Barten) dans une direction nord-sud avec les villes de Korsze (Korschen), Reszel (Rößel) et Biskupiec (Bischofsburg). Une route secondaire mène également de Kolwiny (de) (Kolbiehnen) à la ville.
À partir de 1871, Dönhofstädt est une gare sur la ligne Toruń-Chernyakhowsk (de) (allemand : Thorn–Insterburg), qui n'est empruntée dans son intégralité qu'en 1945. Aujourd'hui, les trains de Poznań via Toruń et Olsztyn (Allenstein) ne desservent que Korsze (Korschen). Le 2 avril 2004, la totalité du tronçon allant de Korsze à la frontière entre la Pologne et la Russie (de) est finalement fermée. La gare de Dönhofstädt s'appelait « Starogród Pomnik » en 1945, puis « Drogosze ».

## Personnalités
- Anton von Behr (de) (1849-1931), architecte, responsable du bâtiment prussien, conservateur de monuments et écrivain en architecture
- Bogislaw Friedrich von Dönhoff (de) (1669-1742), général de division, écuyer de Dönhofstädt, constructeur du palais baroque, décédé le 24 décembre 1742 à Dönhofstädt
- Albert de Stolberg-Wernigerode (de) (1886-1948), homme politique, député du Reichstag, est le dernier seigneur de Dönhofstädt à partir de 1910.

## Divers
En 1867, Hermann Frischbier (de) publié une version textuelle en haut allemand de la chanson folklorique et pour enfants « Spannenlanger Hansel (de) » avec l'indication d'origine « Dönhoffstädt en Prusse-Orientale » dans son recueil de Preußische Volksreime und Volksspiele publiés à Königsberg.